# Klaus Hartenstein (Philologe)
Klaus Hartenstein (* 9. September 1949) ist ein deutscher Wissenschaftler mit dem Arbeitsschwerpunkt Sprachlehrforschung / Russisch.

## Leben
Nach der Promotion 1980 in den Fächern Slavische Philologie, Romanische Philologie, Sprachlehrforschung und der Habilitation 1988 an der Fakultät für Philologie der Ruhr-Universität Bochum im Fach Slavische Philologie nahm er 1992 einen Ruf auf eine Professur für Sprachlehrforschung und Fremdsprachendidaktik Russisch an das ehemalige Zentrale Fremdspracheninstitut (jetzt: Institut für Allgemeine und Angewandte Sprachwissenschaft, Abt. Sprachlehrforschung) der Universität Hamburg an.
Seine Schwerpunkte sind erwerbsbezogene Untersuchungen zu Lexik und Phraseologie, kontrastive Sprachbetrachtung, Fehleranalyse, Lernerwörterbücher und lexikalische Semantik.